# Félicité
Félicité é um filme dramático franco-senegalense dirigido por Alain Gomis. No Festival de Berlim, o filme ganhou o grande prêmio do Júri.
O filme conta a história de Felicity, uma cantora na cidade de Kinshasa que vive sozinha com Samo, o seu filho de 16 anos de idade. Com a notícia de que terá de amputar uma de suas de suas pernas, a moça irá buscar em toda a cidade traços de seu passado e de seus sonhos antigos.